# Raymund Weber
Raymund Weber (* 1939 in Langenberg (Rheinland)) ist ein christlicher Textdichter.

## Leben
Raymund Weber studierte Germanistik und katholische Theologie. Er war Diözesanreferent beim Erzbistum Köln.
Seit der Gründung 1971 ist er Mitglied des AK SINGLES, einer Arbeitsgemeinschaft zur Förderung des Neuen Geistlichen Liedes. Er verfasste Liedtexte zu älteren Melodien und solche, die von Hans Florenz, Thomas Quast, Christoph Seeger u. a. neu vertont wurden. Daneben übersetzte er englische und französische Lieder. Größere Projekte realisierte er mit Thomas Gabriel und Klaus Wallrath.

## Texte (Auswahl)
- Im Gotteslob:
  - Behutsam leise nimmst du fort (Nr. 82, M. Christoph Seeger)
  - Du lässt den Tag, o Gott, nun enden (Nr. 96, nach The day Thou gavest, Lord, is ended)
  - Nimm, o Gott, die Gaben, die wir bringen (Nr. 188, M. The Last Supper aus Jesus Christ Superstar von Andrew Lloyd Webber)
  - Zeige uns, Herr, deine Allmacht und Güte (Nr. 272, M. 1708)
  - Selig seid ihr, wenn ihr Wunden heilt (Nr. 459, Neutextierung, M. Peter Janssens 1979)
- Mainzer Messe (2001, Musik Thomas Gabriel)
- Franziskus-Messe (2012, Musik Klaus Wallrath)